# Пател, Шветак
Шветак Пател (Патель) (Shwetak N. Patel; род. 9 декабря 1981, Сельма, Алабама) — американский учёный-информатик. Доктор философии (2008), профессор Вашингтонского университета, где преподаёт с 2008 года и руководит своей исследовательской группой Ubicomp Lab. Также с 2015 года директор и CTO Global Innovation Exchange.
Имеет индийские корни.
В Технологическом институте Джорджии получил степени бакалавра (2003) и доктора философии (2008) по информатике, ученик д-ра Gregory Abowd. Затем в Вашингтонском университете: ассистент-профессор, с 2013 года ассоциированный, с 2014 года полный профессор (Washington Research Foundation Entrepreneurship Endowed Professor).
Член совета Computing Community Consortium.
Основатель Zensi, Inc., приобретённой корпорацией Belkin в 2010 году. Соучредитель SNUPI Technologies и соразработчик WallyHome. Последний в 2015 году приобретён компанией Sears.
Автор более ста научных публикаций, цитировавшихся более 15 тыс. раз.

## Награды и признание
- MIT TR35[англ.] Award (2009)
- Стипендия Мак-Артура (2011)
- Microsoft Research Faculty Fellowship (2011)
- «Ньюсмейкер 2011 года» по версии Seattle Business Journal
- Стипендия Слоуна (2012)
- World Economic Forum Young Global Scientist Award (2013)
- NSF Career Award[англ.] (2013)
- Gilbreth Award Национальной инженерной академии США (2016)
- Presidential PECASE Award[англ.] (2016)
- Microsoft Research Outstanding Collaborator Award (2016)
- ACM Fellow (2017)[4]
- ACM Prize in Computing[англ.] (2018)[5]